# 64 Dywizjon Artylerii Lekkiej
64 dywizjon artylerii lekkiej (64 dal) – pododdział artylerii lekkiej Wojska Polskiego II RP.
Dywizjon nie występował w pokojowej organizacji wojska. Został sformowany przez 7 pułk artylerii lekkiej z Częstochowy.

## 64 dal w kampanii wrześniowej

### Mobilizacja
64 dywizjon artylerii lekkiej został sformowany zgodnie z planem mobilizacyjnym „W”, w dniach 24-27 sierpnia 1939 roku, w mobilizacji alarmowej, w grupie jednostek oznaczonych kolorem niebieskim, w czasie od A+66 do A+72. Jednostką mobilizującą był 7 pułk artylerii lekkiej w Częstochowie-Stradomiu. 64 dal mobilizował się we wsi Błeszno. Dywizjon, uzbrojony w dwanaście 75 mm armat wz. 1897, które otrzymał zgodnie z należnościami. Jednak wystąpiły też braki w wyposażeniu, uprząż  była niekompletna lub niezgodna z należnościami. Część żołnierzy nie otrzymała pasów głównych, dla części zabrakło menażek i karabinków. Wystąpiły spore opóźnienia w poborze koni, wymusiło, to 20 godzinne opóźnienie w mobilizacji i uzyskaniu gotowości marszowej dywizjonu. Wcieleni do dywizjonu rezerwiści byli starsi wiekiem. 64 dal otrzymał, aż 5 radiostacji, jednak brakowało wyszkolonych obsług. 28 sierpnia 64 dal podjął marsz, doszło do odparzeń koni szereg wozów z poboru rozpadło się, co spowodowało po drodze potrzebę rekwizycji. 30 sierpnia rano dywizjon przeszedł do Głębokie-Sarnów. Dywizjon był jednostką artylerii odwodu Naczelnego Wodza. Zgodnie z planem operacyjnym „Zachód” został przydzielony dowódcy Armii „Kraków”. Po zakończeniu mobilizacji dowódca armii, gen. bryg. Antoni Szylling 31 sierpnia podporządkował dywizjon dowódcy 65 pułku artylerii lekkiej, w miejsce III/65 pal, który został oddany dowódcy 1 Brygady Górskiej Strzelców. Tego dnia w godzinach porannych 64 dal wykonał 35 kilometrowy marsz, dotarł o godz. 18.00 w rejon Mikołowa i zajął stanowiska ogniowe na południe od Mikołowa naprzeciwko Łazisk Górnych.

### Działania bojowe
1 września 64 dal wspierał obsadę odcinka „Mikołów”, z zajętych stanowisk ogniowych w godzinach popołudniowych dywizjon otworzył ogień do piechoty niemieckiej i jej środków ogniowych. Ostrzelano kolumny pojazdów niemieckich w rejonie Wyr i Łazisk Górnych. Zwalczano niemiecką artylerię. W nocy 1/2 września na żądanie piechoty 64 dal wykonał 3 ognie zaporowe. 2 września dywizjon uczestniczył w pojedynku artyleryjskim z artylerią niemiecką na odcinku „Mikołów”, pod ostrzałem niemieckiej artylerii znalazły się punkty obserwacyjne. Na punkt obserwacyjny 1 baterii uderzyła niemiecka piechota odrzucona kontratakiem polskiej piechoty. Na punkcie obserwacyjnym poległ por. Antoni Pruski. Obowiązki dowódcy 1 baterii objął kpt. Michał Dawiskiba. Wieczorem 2 bateria znalazła się pod ogniem nawały artylerii niemieckiej, poległ ppor. Mieczysław Kos, a ranny został ppor. Wencel. Bateria 1/64 dal celną salwą zniszczyła niemieckie działo piechoty. Nocą 2/3 września dywizjon na rozkaz dowódcy 55 Dywizji Piechoty rez. wycofał się poprzez Katowice do Sosnowca. Skąd 3/4 września poprzez Jaworzno, Chrzanów, Ciężkowice, Góry Luszowskie osiągnął Trzebnię. Około południa 4 września dotarł do Tenczynka, gdzie zajął obronę przeciwpancerną. Kolejnej nocy 4/5 września po marszu, rano zajął obronę na linii fortów krakowskich. Część 1 baterii zajęła obronę ppanc., reszta dywizjonu odpoczywała. 5/6 września nocnym marszem osiągnięto rejon na zachód od Proszowic, gdzie 6 września o godz. 9.00 dywizjon zajął stanowiska ogniowe. W jednym z majątków wymieniono 25 koni na nadające się do służby w artylerii. W południe 64 dal ostrzelał koncentrację niemieckiej broni pancernej z 5 Dywizji Pancernej w rejonie Chorążyce i Gniazdowice, uczestniczył również w pojedynku z niemiecką artylerią. Nocnym marszem 6/7 września w kolumnie z 203 pułkiem piechoty maszerował poprzez Rzędowice, Szczytniki, Kamińczyce do Gabułtów i Zięblic. 7 września podczas przemarszu dywizjonu przez Kazimierzę Wielką, od południowego wschodu wtargnął do miasta niemiecki oddział pancerno-motorowy, został on odparty przez armaty dywizjonu, ostrzałem na wprost. Wieczorem dywizjon wyruszył w kolejny nocny marsz w rejon: Piasek Wielki, Badrzychowice, Równiny, tam odpoczywał 8 września. Nocnym marszem 8/9 września osiągnął rano Stopnicę. W południe 9 września 64 dal zajmując stanowiska ppanc. odparł atak czołgów i piechoty od strony Staszowa. Po południu wsparł obronę 203 pp przed atakiem piechoty niemieckiej z 27 DP. Ataki odparto, pomimo ostrzelania stanowisk artylerii przez niemieckie moździerze i artylerię. Wieczorem 9 września dywizjon podjął marsz przez Oleśnicę i Wilkową w rejon Szczeka, Osala, Strzegom. Na miejsce dotarł przed południem 10 września, zajął obronę wzdłuż rzeki Czarnej. Kolejnej nocy 64 dal wykonał marsz przez Niekrasów osiągając o świcie 11 września Osiek.        
Ze względu, że 55 Dywizja Piechoty rez. zajęła stanowiska obronne w rejonie Osieka, 64 dal zajął stanowiska ogniowe w pobliżu wsi Lipniki, miał wspierać jej oddziały, jako artyleria ogólnego działania. Z dywizjonu wydzielono I pluton 1 baterii, który zajął stanowiska ogniowe na zachód od Osieka, jako artyleria ppanc. Na stanowiska 55 DP uderzył niemiecki batalion piechoty od strony Staszowa, jego natarcie zostało załamane w ogniu artylerii, w tym 64 dal. W południe do ataku przystąpiły nowe oddziały niemieckie, od strony Suchowoli i Grabowca. To natarcie również zostało załamane w ogniu artylerii, w tym 64 dywizjonu. Po godz. 14.00 do działań włączyła się artyleria niemiecka, która intensywny ostrzał prowadziła do godz. 15.00. Następnie na obronę oddziałów Grupy Operacyjnej „Jagmin” wykonała natarcie niemiecka 27 DP. Niemiecka piechota włamała się polską obronę, lecz kontratak piechoty wsparty artylerią, łącznie z 64 dal, doprowadził do odzyskania utraconych pozycji. Dywizjon prowadził ostrzał, aż do wyczerpania amunicji. W trakcie walki zniszczeniu uległa armata z 1 baterii, pozostałe dwie baterie, również utraciły dwie armaty. Z uwagi na niedobór amunicji, dywizjon rozpoczął wycofywanie się na wschodni brzeg Wisły. W trakcie przeprawy w rzece, przeprawiający się działon z 1 baterii utracił następną armatę. O świcie 12 września przez most polowy na Wiśle, przeprawiła się część bojowa dywizjonu. Przed mostem pozostały tabory dywizjonu, które już do niego nie dołączyły. Przed południem 64 dal zatrzymał się w pobliżu Tarnobrzega na odpoczynek i uporządkowanie baterii. Po zmroku wyruszył w dalszy marsz, docierając rano 13 września do Sanu, w rejonie Zbydniowa. Z uwagi na brak możliwości przeprawy zatrzymano się pod Żabnem, w oczekiwaniu na przeprawę w Rozwadowie. Wieczorem 64 dywizjon przeprawił się przez most w Rozwadowie. Po przejściu Sanu zajęto stanowiska w rejonie Brandwica, Kłyżów, zabezpieczając przeprawę w Brandwicy. Rozpoczęły się ubytki koni i kanonierów, którzy poszukiwali żywności i furażu dla koni i często do szeregów nie powracali. Nocą 14/15 września wykonano marsz poprzez Marnoty Górne, Deputaty, Bukową. 15 września w dzień, dywizjon osiągał lasy biłgorajskie, przyprowadził już tylko 7 armat. Wieczorem ruszono do Lasu Smólsko. Do rana 16 września osiągnął pobliże Dąbrowicy. 16 września dywizjon brał udział w walkach z oddziałami niemieckiej 68 DP, w okolicy Majdanu Nowego i Starego. Ponownym nocnym marszem przemieszczono się w kierunku na Górecko Stare i Kościelne. Podczas marszu i ostrzału niemieckiej artylerii jedna z obsług, w panice porzuciła armatę.17 września w południe osiągnięto oba Górecka, gdzie kwaterowano cały 18 września. Nocą 18/19 września dywizjon maszerował w kierunku Wólki Husińskiej, Łuszczaca i Ulowa, dotarł tam 18 września ok. godz. 10.00. W tym rejonie obrona 55 DP rez. była atakowana przez niemiecką 8 DP, od strony Józefowa. 64 dal pozostał w tym rejonie na stanowiskach ogniowych, jako wsparcie 201 pułku piechoty i batalionu III/ 4 pułku strzelców podhalańskich. 19 września 55 DP rez. broniła linii Łuszczac, Ulów, przed nacierającą niemiecką 28 DP od strony Józefowa. 64 dal wspierał piechotę pozostałością amunicji, niezbyt intensywnym ostrzałem. Artyleria niemiecka nakryła stanowiska dywizjonu silnym ogniem, w wyniku czego dywizjon poniósł ciężkie straty, szczególnie w sprzęcie i wycofał się bezładnie do wsi Zielone. Wieczorem 64 dal dysponował tylko trzema armatami oraz kilkunastoma pociskami na działo. Ostatnią próbę przebicia się jednostek 55 DP rez. pozostałości 64 dal wsparły resztką amunicji w nocy 19/20 września. 20 września o godz. 11.00 na rozkaz gen. dyw. Tadeusza Piskora zniszczono posiadaną broń, w tym armaty, konie puszczono wolno, a na rozkaz kpt. Mariana Leźnickiego dywizjon rozszedł się.

## Obsada personalna 64 dal
Obsada dowódcza w dniu 1 września 1939
- dowódca dywizjonu – kpt. Marian Leźnicki
- adiutant - NN
- oficer zwiadowczy - ppor. Henryk Mokracki
- oficer obserwacyjny  ppor. rez. Józef Krzewski
- dowódca kolumny amunicyjnej - NN
- dowódca 1 baterii – por. rez. Antoni Pruski († 2 IX), kpt. Michał Dawiskiba (2 IX), ppor. Zbigniew Skulimowski (od 3 IX)
- oficer zwiadowczy - ppor. Zbigniew Skulimowski
- oficer ogniowy - ppor. rez. Lucjan Domagalski
- dowódca 2 baterii – por. rez. Władysław Rusak
- oficer zwiadowczy – ppor. rez. Mieczysław Wiktor Kos († 2 IX 1939 Wyry)
- oficer ogniowy - ppor. rez. Wencel
- dowódca 3 baterii – ppor.  NN
- oficer zwiadowczy - NN
- oficer ogniowy - NN